# ゲオルギー・マメードフ

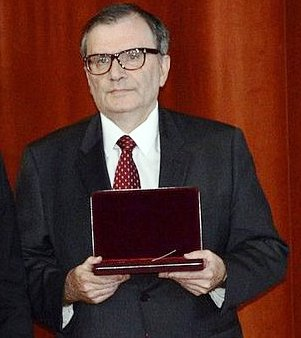
ゲオルギー・マメードフ

ゲオルギー・エンヴェロヴィチ・マメードフ（マメドフ、（ロシア語: Гео́ргий Энве́рович Маме́дов、ラテン文字転写の例：Georgii Enverovich Mamedov、1946年9月9日 - ）は、ロシアの外交官。2003年からロシア連邦駐カナダ大使。歴史学博士。
1970年モスクワ国際関係大学を卒業する。同年ソ連外務省に入省する。アメリカ・カナダの専門家で主にワシントンD.C.で勤務。1991年から2002年まで外務次官を務めた。